# Arkansas County
Arkansas County är ett administrativt område i delstaten Arkansas, USA. År 2010 hade countyt 19 019 invånare. Administrativ huvudort (County Seat) är Stuttgart och De Witt.

## Geografi
Enligt United States Census Bureau så har countyt en total area på 2 678 km². 2 561 km² av den arean är land och 117 km²  är vatten.

### Angränsande countyn
- Prairie County  - nord
- Monroe County  - nordöst
- Phillips County  - öst
- Desha County  - syd
- Lincoln County  - sydväst
- Jefferson County  - väst
- Lonoke County  - nordväst